# Ivonka Survilla
Ivonka Survilla ou Surviłła (en biélorusse : Івонка Сурвіла), née le 11 avril 1936 à Stowbtsy, est la présidente de la Rada de la République démocratique biélorusse depuis le 30 août 1997, gouvernement en exil biélorusse depuis 1919, basé à Toronto. Élue en 1997, elle est la septième personnalité à exercer cette fonction.

## Biographie

### Origines et études
Ivonka Survilla est née à Stowbtsy, alors dans l'Est de la Pologne, aujourd'hui dans le voblast de Minsk en Biélorussie. Elle est la fille d'Ouladzimir Chymaniets (en biélorusse Уладзімір Шыманец, en polonais Włodzimierz Szymaniec), ingénieur, et Evelina Chymaniets, née Pachkievitch. Elle est mère de deux filles, dont une vit en France. Elle a cinq petits-enfants. 
En 1940, après l'annexion de la Biélorussie de l'Ouest par les Soviétiques, Ouladzimir Chymaniets est arrêté et condamné à cinq ans de camp de concentration. Il échappe à la déportation au goulag et à l'exécution, en raison de l'attaque allemande contre l'URSS.
En 1944, la famille quitte la Biélorussie et se réfugie à l'Ouest, en traversant la Prusse-Orientale. Avec des milliers d'autres réfugiés, la famille atteint finalement le Danemark, où elle vit dans un camp de réfugiés pendant plusieurs années. Sur le chemin, la jeune sœur d’Ivonka décède.
En 1948, la famille Chymaniets s'installe à Paris, en France. Ivonka y étudie l'art, ainsi que les sciences sociales, à la Sorbonne et à l'École des beaux-arts.

### Carrière professionnelle et politique
En 1959, Ivonka Chymaniets épouse Janka Survilla, militant biélorusse et animateur de radio. Ensemble, ils déménagent à Madrid, en Espagne, où ils dirigent une station de radio biélorusse, soutenue par le gouvernement espagnol.
En 1969, le couple déménage au Canada, où Ivonka devient traductrice pour le gouvernement fédéral canadien. Elle est par la suite nommée à la tête des services linguistiques de Santé Canada, ministère du gouvernement canadien chargé des sujets liés à la politique de santé publique nationale. Au Canada, Ivonka devient un membre actif des organisations biélorusses locales.
Quelque temps après la catastrophe de Tchernobyl, Ivonka Survilla et Zina J. Gimpelevich créent le « Fonds canadien d'aide aux victimes de Tchernobyl en Biélorussie / Canadian Relief Fund for Chernobyl Victims in Belarus » (CRFCVB). Cette organisation caritative apporte une aide médicale sous diverses formes, dont l'organisation de visites de médecins entre le Canada et la Biélorussie, et l'accueil de jeunes Biélorusses malades dans des institutions canadiennes.
En 1997, Ivonka Survilla est élue présidente du Conseil de la République populaire biélorusse « en exil ». Elle combat le président biélorusse Loukachenko, considéré par l'organisation comme « anti-biélorusse ».
Ivonka Survilla est la première femme à être nommée présidente du Conseil de la République populaire biélorusse. Elle est aussi la première à exercer cette fonction depuis la dissolution de l'Union soviétique. 

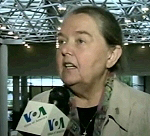
Ivonka Survilla interviewée par La Voix de l'Amérique le 6 septembre 2006.

Elle est par ailleurs l'un des signataires fondateurs de la Déclaration de Prague sur la conscience européenne et le communisme.
Ivonka Survilla soutient les jeunes leaders de la contestation biélorusse de 2020.